# Stazione di Aoyagi
La stazione di Aoyagi (青柳駅?, Aoyagi-eki) è una stazione ferroviaria della città di Chino, nella prefettura di Nagano, e serve la linea linea principale Chūō della JR East. La stazione si trova a 866 metri sul livello del mare.

## Linee
East Japan Railway Company
■ Linea principale Chūō

## Struttura
La stazione è dotata di un marciapiede laterale e uno a isola centrale con tre binari passanti su terrapieno. Il fabbricato viaggiatori è ad essi collegato da una passerella sopraelevata.
| 1-2 | ■ Linea principale Chūō | per Kami-Suwa, Shiojiri e Matsumoto |
| 2-3 | ■ Linea principale Chūō | per Kōfu, Shinjuku e Tokyo          |

## Stazioni adiacenti
| «                     | Servizio              | »                     |
| Linea principale Chūō | Linea principale Chūō | Linea principale Chūō |
| --------------------- | --------------------- | --------------------- |
| Suzurannosato         | -                     | Chino                 |